# Borghetto di Vara
Borghetto di Vara é uma comuna italiana da região da Ligúria, Província da Spezia, com cerca de 1.005 habitantes. Estende-se por uma área de 27 km², tendo uma densidade populacional de 37 hab/km². Faz fronteira com Beverino, Brugnato, Carrodano, Levanto, Pignone, Rocchetta di Vara, Sesta Godano.

## Demografia
| Variação demográfica do município entre 1861 e 2011                               |
|                                                                                   |
| Fonte: Istituto Nazionale di Statistica (ISTAT) - Elaboração gráfica da Wikipedia |

## Cidades-irmãs
- Schneckenlohe, Alemanha (1993)